# مسجد البراق
يقع مسجد البراق تحت جزء من الساحة الجنوبية الغربية للمسجد الأقصى الواقع في القدس، بمحاذاة حائط البراق. وينسب المسجد إلى إيمان إسلامي بأن النبي محمد ربط دابته البراق إلى هذا الحائط في رحلة الإسراء والمعراج. وهذا الموقع فيه خلاف بين اليهود والمسلمين لأن اليهود يعتبرونه جزءا من هيكل سليمان ويعرفه اليهود باسم حائط المبكى. يؤدي اليه درجات يبلغ عددها 38 درجة، ويقع مدخله في الرواق الغربي للأقصى، إلى يسار الداخل من باب المغاربة، ويفتح يوم الجمعة صباحاً وفي بعض المناسبات.
كان لهذا المصلى قديما باب من خارج سور المسجد الأقصى في منطقة ساحة البراق. ولكنه أغلق في زمنٍ لاحق، وفتح للمصلى مدخل من داخل المسجد الأقصى المبارك.
ويؤكد الباحثون أن باب ومصلى البراق بناء أموي لأنّ العناصر الموجودة في هذا الباب هي نفس العناصر الموجودة في كل من باب الرحمة، والباب المزدوج، كما يذهبون إلى القول بأنّ هذا المصلى، الذي أعيد بناؤه بشكله الحالي في الفترة المملوكية عام 707 ـ737هـ الموافق 1307ـ 1336م، متصل بكل من مصلى الأقصى القديم، والمصلى المرواني، وباب الرّحمة.
ويعاني مصلي البراق من تشققات في بعض حجارته نتيجة الرطوبة الشديدة وتساقط المياه، وهو وضع يهدد بالتفاقم. كما تتواجد قوة من الشرطة الإسرائيلية باستمرار عند باب مصلى البراق القائم داخل المسجد الأقصى، مما يعيق وصول المصلين إليه.